# Bruno Mars
Peter Gene Hernandez (sinh 8 tháng 10 năm 1985), được biết đến với nghệ danh Bruno Mars, là một ca sĩ-nhạc sĩ và nhà sản xuất thu âm người Mỹ. Mars lớn lên trong một gia đình nghệ sĩ ở Honolulu, Hawaii và anh đã bắt đầu ca hát từ khi còn nhỏ. Sau khi biểu diễn nhiều nơi ở quê nhà quê anh thời niên thiếu, anh quyết định theo đuổi sự nghiệp ca hát. Anh đã bắt đầu sản xuất bài hát cho các nghệ sĩ khác, tham gia nhóm sản xuất The Smeezingtons.
Bruno Mars được ghi nhận là một nghệ sĩ hát đơn thực sự sau khi anh góp giọng và đồng sáng tác các bài hát "Nothin' on You" của B.o.B và "Billionaire" của Travie McCoy. Anh cũng đồng sáng tác các hit "Right Round" của Flo Rida và Kesha, "Wavin' Flag" của K'naan, "Fuck You!" của Cee Lo Green. Tháng 10 năm 2010, anh phát hành album đầu tiên của mình, Doo-Wops & Hooligans, đã đạt đến vị trí số 3 trên Billboard 200. Hai đĩa đơn từ album này, "Just the Way You Are" và "Grenade" đều đã đạt vị trí quán quân trên Billboard Hot 100. Album phòng thu thứ hai của anh với tựa đề Unorthodox Jukebox được phát hành vào ngày 11 tháng 12 năm 2012.
Vào năm 2014, Mars đã hợp tác cùng với Mark Ronson trong Uptown Funk, đứng đầu nhiều bảng xếp hạng khác nhau, dành tổng cộng mười bốn và mười bảy tuần để đứng đầu bảng xếp hạng Billboard Hot 100 và UK Singles Chart. Album phòng thu thứ ba 24K Magic (2016) tập trung vào R&B, đã nhận được bảy giải Grammy, giành chiến thắng được ở các hạng mục như Album của năm, Thu âm của năm. Album cũng mang về năm đĩa đơn ấn tượng "24K Magic", "That's What I Like" (đĩa đơn quán quân Billboard Hot 100 lần thứ bảy của anh ấy) và một bản phối lại với Cardi B. Vào năm 2021, Mars và Anderson .Paak, với tư cách là Silk Sonic, đã phát hành album phòng thu hợp tác An Evening with Silk Sonic, đi sâu vào R&B và soul của thập niên 70 và được dẫn đầu bởi các đĩa đơn "Leave the Door Open". Nó đã nhận được bốn giải Grammy, bao gồm Thu âm của năm và Bài hát của năm. Bản song ca năm 2024 của anh với Lady Gaga, "Die with a Smile", đã đạt vị trí số một trên bảng xếp hạng Billboard Global 200.
Mars đã bán được hơn 130 triệu đĩa trên toàn thế giới, điều này khiến cho anh trở thành một trong những nghệ sĩ bán đĩa nhạc chạy nhất mọi thời đại. Tám bài hát của anh ấy đạt vị trí quán quân trên Billboard Hot 100 và các chuyến lưu diễn của anh ấy là một trong những chuyến lưu diễn có doanh thu cao nhất trong lịch sử. Anh ấy đã nhận được 15 Giải Grammy (bao gồm ba giải Thu âm của năm), 4 Giải Brit, 11 Giải thưởng Âm nhạc Mỹ, 13 giải Soul Train và nắm giữ ba Kỷ lục Guinness cùng nhiều giải thưởng khác. Anh ấy đã góp mặt trong Danh sách những nhạc sĩ xuất sắc nhất của Music Week (2011) và Billboard (2018) cho Nghệ sĩ vĩ đại nhất mọi thời đại cũng như danh sách và xếp hạng Time 100 và Danh sách 100 người nổi tiếng quyền lực nhất thế giới theo Forbes. Mars trở thành nghệ sĩ đầu tiên có sáu bài hát được chứng nhận kim cương tại Mỹ và được coi là biểu tượng pop với sự nghiệp có tầm ảnh hưởng của anh ấy.

## Cuộc đời và sự nghiệp

### 1985–2003: Thời ấu thơ và bắt đầu sự nghiệp
Bruno Mars có tên khai sinh là Peter Gene Hernández, anh được sinh ra vào ngày 8 tháng 10 năm 1985 tại Honolulu, Hawaii và được lớn lên tại Waikiki, vùng bờ biển của Honolulu. Anh là con trai của Peter Hernández và Bernadette "Bernie" San Pedro Bayot. Bố của Mars mang trong mình một nửa dòng máu người Puerto Rico và một nửa dòng máu của người Do Thái (từ Hungary và Ukraine). Mẹ của Mars đi di cư từ Philippines đến Hawaii từ khi còn nhỏ, và là người Philippines gốc Tây Ban Nha. Bố mẹ anh gặp nhau khi đang biểu diễn trong một chương trình ca nhạc, khi đó mẹ anh là một vũ công hula, còn bố anh là người chơi các bộ gõ. Năm hai tuổi, anh được cha mình đặt cho cái biệt danh "Bruno", bởi trông anh giống như đô vật chuyên nghiệp huyền thoại Bruno Sammartino.
Mars sống trong một gia đình có sáu người con và theo nghề âm nhạc, chính bởi vậy nên anh đã sớm được tiếp xúc với các thể loại nhạc như reggae, rock, hip hop, và R&B. Ngoài việc là một vũ công, mẹ của anh còn làm một ca sĩ, còn cha của anh thì có thể sử dụng khả năng âm nhạc của mình để chơi nhạc rock n roll của Little Richard. Bác của Mars là một nhà diễn xuất, ông đã động viên cậu bé ba tuổi Mars đi biểu diễn trên sân khấu. Mars cũng có biểu diễn một số ca khúc nổi tiếng của Michael Jackson, The Isley Brothers, và The Temptations. Khi mới chỉ bốn tuổi, Mars đã theo ban nhạc của gia đình anh, The Love Notes, đi biểu diễn năm ngày mỗi tuần, chính vì vậy anh trở nên nổi tiếng trên đảo. Năm 1990, Mars xuất hiện trên tờ MidWeek với biệt danh "Little Elvis", và sau đó là vai khách mời cho bộ phim Honeymoon in Vegas năm 1992.
Thời gian đi biểu diễn là một tác động lớn rs. Sau đó, anh bắt đầu chơi guitar với những ca khúc lấy cảm hứng từ Jimi Hendrix. Năm 2010, anh cũng thừa nhận nguồn gốc Hawaii và gia đình theo nghề âm nhạc là một ảnh hưởng lớn tới phong cách âm nhạc của anh, anh tiết lộ, "Lớn lên ở Hawaii khiến tôi trở thành một người đàn ông thực thụ. Tôi đã từng thực hiện nhiều chương trình ca nhạc với ban nhạc của bố. Ai trong gia đình tôi cũng hát, tất cả mọi người đều biết chơi các nhạc cụ... Tôi được bao bọc bởi những thứ ấy." Năm 2003, sau khi tốt nghiệp trường trung học President Theodore Roosevelt High School ở tuổi mười bảy, Mars chuyển tới sống tại Los Angeles, California để bắt đầu sự nghiệp âm nhạc của mình. Anh giữ nguyên cái biệt danh mà bố đã đặt cho anh khi còn nhỏ, và thêm từ "Mars" vào đằng sau, bởi vì "Tôi cảm thấy như tôi không được cuốn hút cho lắm, và nhiều cô gái nói rằng tôi như không thuộc thế giới này vậy, nên tôi đoán tôi đến từ Sao Hỏa (Mars)."

### 2004–2010: Công việc sản xuất vàIt's Better If You Don't Understand

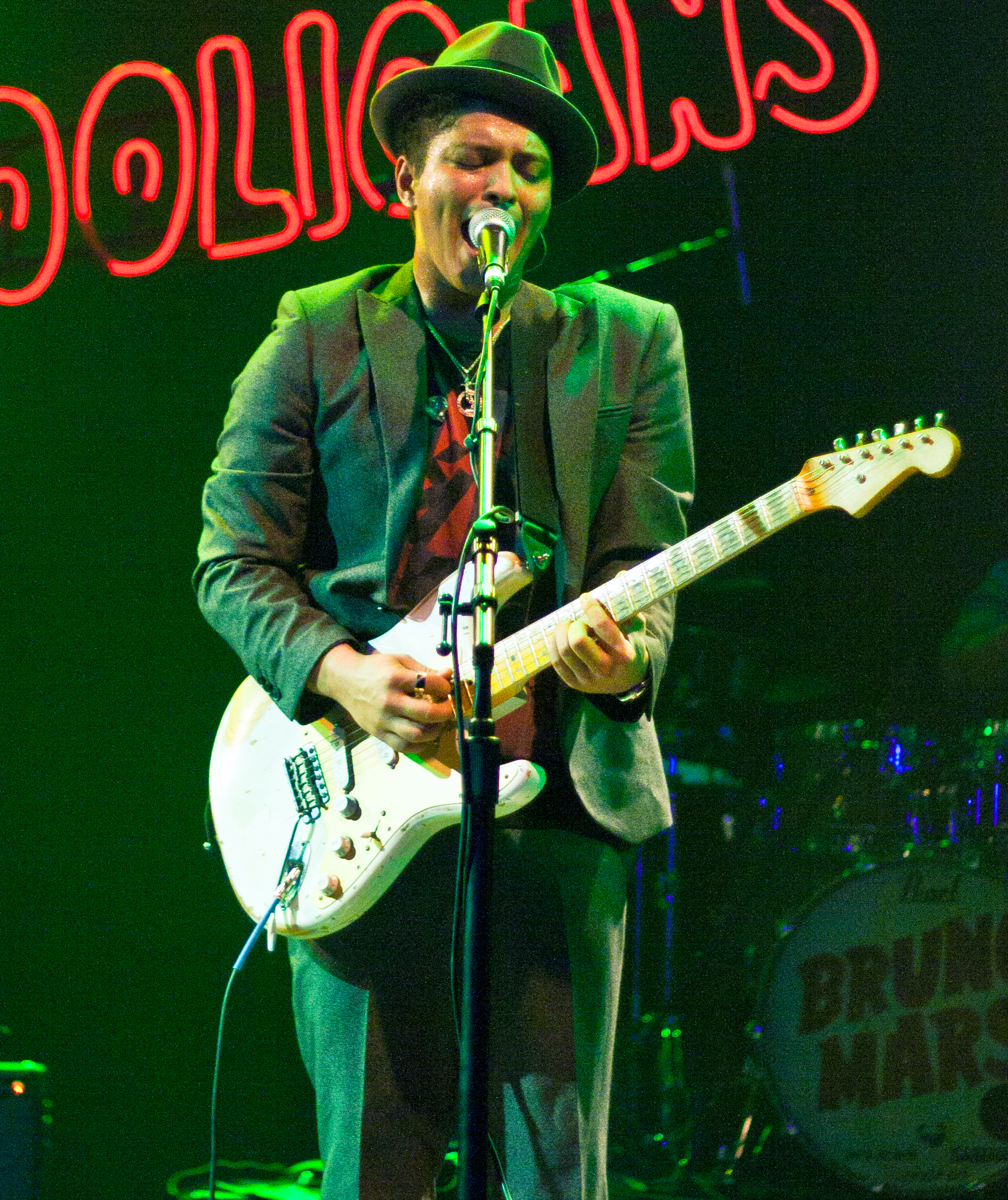
Mars biểu diễn tai Houston, Texas vào tháng 11 năm 2010.

Một thời gian ngắn sau khi chuyển tới Los Angeles, năm 2004, Mars ký hợp đồng với hãng thu âm Motown Records. Kinh nghiệm khi làm việc ở Motown thực sự có ích khi anh gặp nhạc sĩ-nhà sản xuất Philip Lawrence, người cũng đã ký hợp đồng với hãng thu âm này. Mars, Lawrence, và kỹ sư Ari Levine bắt đầu cùng nhau sáng tác nhiều bản nhạc, và sau đó lập riêng một đội sản xuất lấy tên là The Smeezingtons. Năm 2006, Lawrence giới thiệu Mars với Aaron Bay-Schuck, người mà sau này trở thành quản lý của anh tại Atlantic Records. Sau khi nghe anh chơi một vài ca khúc bằng guitar, Bay-Schuck muốn Mars ký ngay hợp đồng với anh, nhưng phải mất đến ba năm sau, Mars mới có thể ký được hợp đồng với Atlantic records. Trong thời gian chờ đợi, Bay-Schuck thuê Mars và The Smeezingtons sáng tác và sản xuất một số ca khúc cho các nghệ sĩ đã ký hợp đồng với hãng đĩa này. Theo Bay-Schuck trong một bài phỏng vấn với HitQuarters, Mars đã nói rằng mặc dù mục tiêu cuối cùng của anh là làm một nghệ sĩ solo, nhưng anh vẫn sẵn sàng để sáng tác và sản xuất các ca khúc cho các nghệ sĩ khác, cả hai điều này đều giúp cải thiện các sáng tác của chính anh và giúp anh tìm ra được loại nghệ sĩ cuối cùng anh muốn trở thành.
Trước khi trở thành một nghệ sĩ solo thành công, Bruno Mars là một nhà sản xuất âm nhạc, và đã sáng tác nhiều ca khúc cho Alexandra Burke, Travie McCoy, Adam Levine, Brandy, Sean Kingston, và Flo Rida. Anh cũng đồng sáng tác cho ca khúc nổi tiếng "Get Sexy" của Sugababes, và là nghệ sĩ hát bè trong album Sweet 7 của họ. Sản phẩm âm nhạc đầu tiên của anh với vai trò một ca sĩ là ca khúc "3D" trong album phòng thu thứ hai của ban nhạc Far East Movement, Animal. Mars cũng xuất hiện trong đĩa đơn đầu tay năm 2009 của mục sư-ca sĩ nhạc rap Jaeson Ma với tựa đề "Love". Anh chỉ thực sự đến với sự nổi tiếng khi hợp tác và đồng sáng tác cho ca khúc "Nothin' on You" của B.o.B và "Billionaire" của Travie McCoy, cả hai ca khúc đều lọt vào Top 10 trên bảng xếp hạng của nhiều quốc gia. Tiếp nối sự thành công đó, Mars cho ra mắt đĩa mở rộng (EP) có tựa đề It's Better If You Don't Understand, vào ngày 11 tháng 5 năm 2010. EP đã đạt được vị trí #99 trên bảng xếp hạng album Billboard 200, cùng với đó, một đĩa đơn từ EP đã được phát hành, đó là đĩa đơn "The Other Side", hợp tác với nam ca sĩ Cee Lo Green và B.o.B. Mars cũng hợp tác với Cee Lo Green một lần nữa vào tháng 8 năm 2010 với việc đồng sáng tác cho ca khúc "F**k You!". Ngoài ra, tại Lễ trao giải 2010 MTV Video Music Awards vào tháng 9 năm 2010, Bruno Mars đã biểu diễn phần điệp khúc của "Nothin' on You" và "Airplanes" cùng với B.o.B và Hayley Williams.

### 2010–2012:Doo-Wops & Hooligans
Album phòng thu đầu tay của Bruno Mars, Doo-Wops & Hooligans, được phát hành kỹ thuật số vào ngày 4 tháng 10 năm 2010, và bản CD được phát hành một ngày sau đó, ngày 5 tháng 10 năm 2010. Đĩa đơn đầu tiên, "Just the Way You Are", được phát hành vào ngày 19 tháng 7 năm 2010, đã đánh vào bảng xếp hạng Billboard Hot 100 tại vị trí quán quân, cùng với nhiều bảng xếp hạng khác trên toàn thế giới. Video âm nhạc cho ca khúc được phát hành vào ngày 8 tháng 9 năm 2010. Đĩa đơn thứ hai, "Grenade", được phát hành vào ngày 28 tháng 9 năm 2010 và cũng đã đạt được nhiều thành công lớn trên các bảng xếp hạng quốc tế. Ở Mỹ, Doo-Wops & Hooligans ra mắt tại vị trí #3 trên bảng xếp hạng Billboard 200 trong tuần lễ ngày 13 tháng 10 năm 2010, bán được hơn 55,000 bản. Album này chũng nhận được nhiều ý kiến tích cực từ các nhà phê bình. Leah Greenblatt từ Entertainment Weekly ca ngợi Mars về "giai điệu nhập tâm" và "ranh mãnh giật lấy các sàn nhảy vênh vang", đồng thời ghi chú về những yếu kém trong các bài hát lệch lạc từ pop thông thường và soul. Mars cũng biểu diễn mở màn cho tour diễn Hands All Over Tour của Maroon 5 bắt đầu từ ngày 6 tháng 10 năm 2010 và tour diễn châu Âu của McCoy từ ngày 18 tháng 10 năm 2010.
Vào ngày 19 tháng 9 năm 2010, Mars bị bắt giữ tại Las Vegas vì tội sở hữu cocain. Khi được giải tới đồn cảnh sát, Mars dã nói rằng việc anh làm là "ngu ngốc" và rằng anh "chưa từng sử dụng ma túy trước đó". Mars đã nhận tội tàng trữ ma túy, nhưng sau đó anh được cho biết rằng, những cáo buộc sẽ bị xóa khỏi hồ sơ phạm tội của mình, miễn là anh ta không tái phạm trong một năm, trả 2,000 USD, làm dịch vụ cộng đồng trong 200 giờ đòng hồ và hoàn thành một khóa học tư vấn về ma túy.
Vào ngày 13 tháng 2 năm 2011, Mars giành được giải Grammy cho Trình diễn giọng Pop Nam Xuất sắc nhất tại Giải Grammy lần thứ 53, cùng với sáu đề cử khác, bao gồm Ca khúc Rap Xuất sắc Nhất và Hợp tác Rap/Hát Hiệu quả Nhất cho ca khúc "Nothin' on You", Ghi âm của Năm cho "Nothin' on You" và "F**k You!", Bài hát của Năm cho "F**k You!" và đề cử Nhà Sản xuất của Năm.
Ngày 16 tháng 9 năm 2011, Bad Meets Evil phát hành đĩa đơn của họ, "Lighters", với sự góp giọng của Bruno Mars trong ca khúc. Ca khúc đã nhận được nhiều ý kiến trái chiều từ các nhà phê bình, và nhiều trong đó chỉ trích Mars trong việc thực hiện thể loại nhạc này. Vào ngày 22 tháng 9 năm 2011, trang web chính thức của Mars thông báo rằng, một ca khúc mới của anh, "It Will Rain", sẽ xuất hiện trong The Twilight Saga: Breaking Dawn – Part 1: Original Motion Picture Soundtrack, album nhạc phim Hừng Đông - Phần 1 phát hành vào ngày 8 tháng 11 năm 2011. Ngày 30 tháng 10 năm 2011, Mars có biểu diễn ca khúc "Runaway Baby" độc quyền trong một tập của The X Factor UK. Cũng ngay trong ngày hôm đó, anh nhận được sáu đề cử cho Giải Grammy lần thứ 54, bao gồm đề cử Album của Năm và Album giọng Pop Xuất sắc nhất cho Doo-Wops & Hooligans, Ghi âm của Năm, Bài hát của Năm, Trình diễn Pop Solo Xuất sắc Nhất cho "Grenade", và đề cử Nhà Sản xuất của Năm. Trong lễ trao giải, Mars đã biểu diễn "Runaway Baby", nhưng cuối cùng anh lại không nhận được giải thưởng nào cả, Adele đã thắng tất cả các đề cử của anh, và anh đã đánh mất giải Nhà Sản xuất của Năm vào tay Paul Epworth.
Năm 2011, Album được đề cử trong Giải Grammy cho Album giọng pop xuất sắc nhất nhưng thất bại

### 2012:Unorthodox Jukebox
Album phòng thu thứ hai của Bruno Mars là Unorthodox Jukebox, được phát hành vào ngày 11 tháng 12 năm 2012. Bốn đĩa đơn đã được phát hành từ album: "Locked Out of Heaven", "Young Girls", "Moonshine" và "When I Was Your Man".
Album này đã dành chiến thắng trong Giải Grammy cho Album giọng pop xuất sắc nhất và Giải thưởng Juno cho Album Quốc tế của năm vào năm 2014.

### 2014:Hợp tác với Mars Ronson và các ca sĩ khác
Thời điểm này, Bruno Mars hợp tác với Mark Ronson trong Album Uptown Special mà sau đó đã trở nên nổi tiếng nhờ MV Uptown Funk cũng như Sugar, Cocoa and Honey - Bigg Gipp hay Welcome back trong phim Rio 2

### 2016:24K Magic
Album phòng thu thứ 3 của Bruno Mars là 24K Magic được phát hành vào ngày 18 tháng 11, 2016 bao gồm 24K Magic; That's What I Like; Chunky; Finesse và Versace on the Floor

### 2023–nay: Lưu diễn thế giới và album phòng thu thứ năm
Vào ngày 16 tháng 8 năm 2024, Mars và Lady Gaga đã phát hành đĩa đơn hợp tác "Die with a Smile". Bài hát đã trở thành ca khúc đầu tiên của anh đạt vị trí quán quân trên Billboard Global 200, và đạt vị trí thứ ba tại Hoa Kỳ. Bài hát đã đạt vị trí quán quân tại một số quốc gia, bao gồm Hà Lan, New Zealand và Thụy Sĩ. Một tháng sau, Mars và ca sĩ người New Zealand–Hàn Quốc Rosé đã phát hành đĩa đơn hợp tác "Apt.". Đây là đĩa đơn mở đường cho album đầu tay của Rosé, Rosie (2024). Bài hát đã đạt vị trí đứng đầu ở Úc và New Zealand.

## Danh sách đĩa nhạc
Album phòng thu
- Doo-Wops & Hooligans (2010)
- Unorthodox Jukebox (2012)
- 24K Magic (2016)

Đĩa mở rộng
- It's Better If You Don't Understand (2010)

## Tour lưu diễn
- The Doo-Wops & Hooligans Tour (2010–2011)
- Moonshine Jungle Tour (2013–14)
- 24K Magic World Tour (2017–18)